# Atso Almila
Atso Almila (Helsinki, 13 giugno 1953) è un direttore d'orchestra, compositore, trombonista, direttore musicale ed insegnante finlandese.

## Biografia
Ha lavorato con la maggior parte delle orchestre finlandesi come direttore ospite o altro. Anche se opera principalmente in Finlandia, lavora anche in Svezia e in Estonia. Il suo stile compositivo può essere considerato neoclassico sebbene sia stato visto come talvolta cromatico ed espressivo (come nel suo Concerto per flauto del 1985 e nel suo Concerto per violino del 1989). Le sue opere mostrano apprezzamento per lo strumento individuale e per la musicalità naturale.
Ha studiato trombone e direzione orchestrale presso l'Accademia Sibelius di Helsinki sotto Jorma Panula diplomandosi in direzione orchestrale nel 1979. Dal 1975 al 1979 ha diretto L'Orchestra Politecnica (Polyteknikkojen Orkesteri). In seguito ha lavorato nell'istituzione come assistente senior per la direzione dal 1991 al 2002 e come docente di direzione d'orchestra dal 2002. Ha è stato il direttore di diversi cori tra cui il Coro Sinfonico della Radio (1975-1976), il coro da camera dell'Accademia Sibelius Cantemus (1979-1984) e il coro Akateeminen Laulu (1991-1995). Ha anche lavorato come direttore dell'Orchestra Filarmonica di Tampere (1987-1989) e dell'Orchestra Municipale di Joensuu tra il 1993 e il 2000 (di cui è stato anche il direttore artistico). È stato direttore musicale e direttore artistico dell'Orchestra Sinfonica di Kuopio tra il 1995 e il 2000, dopo di che diventò il direttore ospite principale della Seinäjoki City Orchestra, dove è stato fin da allora. È stato anche direttore musicale del Teatro Nazionale Finlandese tra il 1982 e il 1995 ed è stato direttore dell'Opera Nazionale Finlandese (1980-1987 e 1989-1995). In quest'ultima ha diretto Vincent di Einojuhani Rautavaara, Gaia di Markus Fagerudd, Mario and the Magician di Vajda e Le rossignol di Igor Stravinsky. Nel 1982 ha vinto il concorso di direzione nordica di Norrköping insieme a Jukka-Pekka Saraste.
Le sue composizioni comprendono quattro opere: Kolmekymmentä hopearahaa (Trenta pezzi d'argento) nel 1988, Ameriikka (America) nel 1992, Isontaloon Antti (Antti Isotalo) nel 2000 e Pohjanmaan kautta (Alla salute!) Nel 2002. Solitamente si basano su complotti popolari e spesso incorporano musica folk, anche se non sono opere popolari per via della presenza di uno sviluppo musicale e campate strutturali. Le sue armonie ricordano Sergei Prokofiev e Les Six, con l'influenza della melodia italiana nelle sue ultime due opere. La trama di Kolmekymmentä hopearahaa studia la relazione tra un ministro revivalista e coloro che lo circondano (sia laici che il clero) e si basa su un'opera teatrale di Heikki Ylikangas. Ameriikka è uno studio sull'amore e sulle relazioni a distanza: un minatore va in America lasciando indietro la sua fidanzata; l'immaginazione la porta alla gelosia e lei decide di inseguirlo attraverso l'Oceano Atlantico. Isontaloon Antti segue un reclutamento di un cacciatore che, dopo essere tornato dall'addestramento in Germania, viene inseguito dalla polizia per questa fedeltà. I libretti di Ameriikka e Isontaloon Antti sono stati scritti da Antti Tuuri. Pohjanmaan kautta, che aveva un libretto scritto da Tiina Puumalainen, è una storia del proibizionismo in Ostrobotnia (il titolo è letteralmente tradotto come "attraverso l'Ostrobotnia", un brindisi finlandese). Sono stati tutti eseguiti in anteprima a Ilmajoki e di solito vengono eseguiti all'esterno.
La sua musica è descritta come malinconica e inquieta, con melodie giocose e bruschi ostinati. Spesso mette in risalto gli ottoni e include due sinfonie tra cui quella per quintetto d'ottoni e orchestra (notevole per la sua musica aleatoria), concerti (per contrabbasso nel 1979, per flauto nel 1985, per tuba nel 1986, per violino nel 1989 e per trombone nel 1994) e musica da camera; molto importante, un Quartetto di fiati e un Quintetto d'archi, entrambi del 1993, anche Taikalamppu per il quartetto d'ottoni, Dedications, Memories (1985) per quintetto di ottoni, Nonetto di Fiati (1985) e Quintetto di ottoni (1991)). Il suo lavoro per banda musicale è tradizionale e tonale e può essere descritto come musica applicata e talvolta prende in prestito dalla musica popolare. Questi lavori includono Concert March (1979), Allegro agitato' (1986) e Fanfare (1987), il grande Concerto per due clarinetti e banda di fiati (1980) e Visioni dal Nord (1997). Questo lavoro include alcuni pezzi per il teatro (circa 40 brani), la televisione e il cinema. Il suo lavoro per lo schermo comprende Da Capo Press nel 1985 e Kotia päin nel 1989.
Per molti anni ha insegnato alla Accademia Sibelius. Quasi tutti gli studenti che hanno studiato lì negli anni '80, '90 e nel XXI secolo hanno studiato anche con lui. Ha anche molte masterclass, quella annuale è in agosto a Seinäjoki.

## Discografia scelta
- Concertos for Tuba, French Horn and Trombone (Orchestra Sinfonica di Oulu 1996)
- Contrabasso concertante - Finlandia (Jorma Katrama e Kuopio Symphony 1998)
- Sibelius Rarities (Kuopio Symphony 1999 - Finlandia)
- Piazzolla - Finlandia (Mika Vayrynen e Kuopio Symphony 2000)